# Temple d'Isis de Pompéi
Pour les articles homonymes, voir Temple d'Isis.
Le Temple d'Isis est un temple dédié à Isis situé à Pompéi.
Le culte des dieux égyptiens et orientaux est de plus en plus à la mode dans l'empire romain. C'est pour cette raison qu'on trouve un temple dédié à la déesse Isis. L'entrée est située dans la rue du temple d'Isis. Le temple jouxte le théâtre et d'ailleurs un de ses murs a pris la forme arrondie du théâtre. On y célébrait le culte d'Isis. Ce temple se voulait discret ; plusieurs entrées sont d'ailleurs dissimulées, par exemple une se trouvait dans les murs du théâtre. Le temple avait des rites journaliers comme celui des lustrations : un étroit escalier souterrain menait à l'eau lustrale, c'était une eau sacrée du Nil. Comme chaque temple, le temple d'Isis avait des jours spécialement dédiés à la déesse où les rites étaient  beaucoup plus longs et fréquents.
Ce temple a été détruit en 62 après J.-C. puis reconstruit au nom de Numerius Popidius fils de Numerius, une inscription retrouvée sur la porte d'entrée atteste cette reconstruction :

« N(umerius) Popidius N(umeri) f(ilius) Celsinus aedem Isidis terrae motu conlapsam a fundamento p(ecunia) s(ua) restituit ; hunc decuriones obliberalitatem, cum esset annorum sexs, ordine suo gratis adlegeretur »

« Numerius Popidius Celsinus, fils de Numerius, a entièrement reconstruit, à ses frais, le temple d'Isis qui s'était effondré à la suite du tremblement de terre ; du fait de ses libéralités, il a été accueilli gratuitement dans l'ordre des décurions, alors qu'il avait à peine six ans »

Ce texte mérite plusieurs commentaires : tout d'abord on comprend le soin mis par un père à ouvrir la voie de la politique et des magistratures les plus importantes de la cité à son fils alors à peine âgé de six ans, puisque lui-même, étant affranchi, n'aurait jamais pu accéder à ces charges officielles. D'autre part, cette reconstruction traduit aussi l'importance revêtue par ce culte à Pompei, puisque c'est Isis qui a été choisie, plutôt qu'une divinité traditionnelle. La plus grande assemblée citoyenne, celle des décurions, avait tellement apprécié le geste de Numérius, qu'elle était disposée à accueillir dans la curie , son fils, futur citoyen libre, et cela malgré son jeune âge. L'inscription nous renseigne aussi sur la violence du tremblement de terre, qui a nécessité la reconstruction totale du temple.